# Première circonscription de l'Indre
La première circonscription législative de l'Indre est l'une des circonscriptions législatives françaises que compte le département de l'Indre, en région Centre-Val de Loire. Son territoire a été redécoupée en 2010 et entré en application à compter des élections législatives de 2012.

## Géographie
La circonscription s’étend de l'ouest au centre du département, sur une superficie de 2 701,13 km2.

### De 1958 à 1986
En 1958, les premières élections législatives de la Ve République se déroulent au scrutin majoritaire uninominal alors qu'il était proportionnel de liste départementale depuis 1945. À cette occasion, trois circonscriptions sont créées dans l'Indre.
La première circonscription de l'Indre était composée de :
- Canton d'Ardentes
- Canton d'Argenton-sur-Creuse
- Canton de Châteauroux-Centre
- Canton de Châteauroux-Est
- Canton de Châteauroux-Ouest
- Canton de Châteauroux-Sud
- Canton de Levroux.

Source : Journal Officiel du 14-15 octobre 1958.
Ce découpage électoral prend fin en 1986 lorsqu'est rétabli le scrutin proportionnel de liste départementale et le retour du scrutin à circonscription en 1988 ne change pas la donne.

### De 1988 à 2010
De 1988 à 2012, le périmètre de la circonscription comprenait les cantons suivants (18 communes) : 
- Canton d'Ardentes
- Canton de Châteauroux-Centre
- Canton de Châteauroux-Est
- Canton de Châteauroux-Ouest
- Canton de Châteauroux-Sud

### De 2012 à 2015
De 2012 à mars 2015, le périmètre de la circonscription comprenait les cantons suivants (83 communes) : 
- Canton de Bélâbre
- Canton du Blanc
- Canton de Buzançais
- Canton de Châteauroux-Centre
- Canton de Châteauroux-Est
- Canton de Châteauroux-Ouest
- Canton de Châteauroux-Sud
- Canton de Châtillon-sur-Indre
- Canton de Mézières-en-Brenne
- Canton de Saint-Benoît-du-Sault
- Canton de Saint-Gaultier
- Canton de Tournon-Saint-Martin.

Depuis mars 2015 (redécoupage cantonal de 2014), le périmètre de la circonscription comprend les cantons suivants (83 communes) :
- Canton d'Ardentes (1/12 communes)
- Canton du Blanc
- Canton de Buzançais
- Canton de Châteauroux-1 (1 commune + fraction de Châteauroux)
- Canton de Châteauroux-2
- Canton de Châteauroux-3
- Canton de Levroux (1/36 communes)
- Canton de Saint-Gaultier (32/34 communes).

### Depuis 2016
Le périmètre de la circonscription comprend les cantons suivants (82 communes) : 
- Canton d'Ardentes (1/12 communes)
- Canton du Blanc
- Canton de Buzançais
- Canton de Châteauroux-1 (1 commune + fraction de Châteauroux)
- Canton de Châteauroux-2
- Canton de Châteauroux-3
- Canton de Saint-Gaultier (32/34 communes)

Le 1er janvier 2016, l'ancienne commune de Saint-Maur et Villers-les-Ormes fusionnent pour former la commune nouvelle de Saint-Maur.
| Nom                       | Code Insee | Intercommunalité                           | Superficie (km2) | Population (dernière pop. légale) | Densité (hab./km2) |
| ------------------------- | ---------- | ------------------------------------------ | ---------------- | --------------------------------- | ------------------ |
| Argy                      | 36007      | CC Val de l'Indre - Brenne                 | 38,89            | 574 (2022)                        | 15                 |
| Arpheuilles               | 36008      | CC du Châtillonnais en Berry               | 22,49            | 238 (2022)                        | 11                 |
| Azay-le-Ferron            | 36010      | CC Cœur de Brenne                          | 60,95            | 835 (2022)                        | 14                 |
| Beaulieu                  | 36015      | CC Marche Occitane - Val d'Anglin          | 7,48             | 51 (2022)                         | 6,8                |
| Bélâbre                   | 36016      | CC Marche Occitane - Val d'Anglin          | 40,14            | 926 (2022)                        | 23                 |
| Le Blanc                  | 36018      | CC Brenne - Val de Creuse                  | 57,61            | 6 188 (2022)                      | 107                |
| Bonneuil                  | 36020      | CC Marche Occitane - Val d'Anglin          | 11,41            | 75 (2022)                         | 6,6                |
| Buzançais                 | 36031      | CC Val de l'Indre - Brenne                 | 58,64            | 4 431 (2022)                      | 76                 |
| Chaillac                  | 36035      | CC Marche Occitane - Val d'Anglin          | 59,79            | 1 031 (2022)                      | 17                 |
| Chalais                   | 36036      | CC Marche Occitane - Val d'Anglin          | 39,65            | 151 (2022)                        | 3,8                |
| La Chapelle-Orthemale     | 36040      | CC Val de l'Indre - Brenne                 | 16,8             | 100 (2022)                        | 6                  |
| Châteauroux               | 36044      | CA Châteauroux Métropole                   | 25,54            | 43 079 (2022)                     | 1 687              |
| Châtillon-sur-Indre       | 36045      | CC du Châtillonnais en Berry               | 45,3             | 2 296 (2022)                      | 51                 |
| La Châtre-Langlin         | 36047      | CC Marche Occitane - Val d'Anglin          | 27,4             | 503 (2022)                        | 18                 |
| Chazelet                  | 36049      | CC Brenne - Val de Creuse                  | 11,73            | 124 (2022)                        | 11                 |
| Chezelles                 | 36050      | CC Val de l'Indre - Brenne                 | 17,32            | 451 (2022)                        | 26                 |
| Chitray                   | 36051      | CC Brenne - Val de Creuse                  | 19,94            | 173 (2022)                        | 8,7                |
| Ciron                     | 36053      | CC Brenne - Val de Creuse                  | 57,94            | 523 (2022)                        | 9                  |
| Cléré-du-Bois             | 36054      | CC du Châtillonnais en Berry               | 36,13            | 234 (2022)                        | 6,5                |
| Clion                     | 36055      | CC du Châtillonnais en Berry               | 33,53            | 1 007 (2022)                      | 30                 |
| Concremiers               | 36058      | CC Brenne - Val de Creuse                  | 28,11            | 595 (2022)                        | 21                 |
| Déols                     | 36063      | CA Châteauroux Métropole                   | 31,74            | 7 618 (2022)                      | 240                |
| Douadic                   | 36066      | CC Brenne - Val de Creuse                  | 43,14            | 473 (2022)                        | 11                 |
| Dunet                     | 36067      | CC Marche Occitane - Val d'Anglin          | 9,24             | 103 (2022)                        | 11                 |
| Fléré-la-Rivière          | 36074      | CC du Châtillonnais en Berry               | 25,31            | 549 (2022)                        | 22                 |
| Fontgombault              | 36076      | CC Brenne - Val de Creuse                  | 10,58            | 262 (2022)                        | 25                 |
| Ingrandes                 | 36087      | CC Brenne - Val de Creuse                  | 11,12            | 299 (2022)                        | 27                 |
| Lignac                    | 36094      | CC Marche Occitane - Val d'Anglin          | 67,03            | 459 (2022)                        | 6,8                |
| Lingé                     | 36096      | CC Cœur de Brenne                          | 32,66            | 203 (2022)                        | 6,2                |
| Lurais                    | 36104      | CC Brenne - Val de Creuse                  | 13,61            | 227 (2022)                        | 17                 |
| Lureuil                   | 36105      | CC Brenne - Val de Creuse                  | 22,04            | 274 (2022)                        | 12                 |
| Luzeret                   | 36106      | CC Brenne - Val de Creuse                  | 26,78            | 155 (2022)                        | 5,8                |
| Martizay                  | 36113      | CC Cœur de Brenne                          | 39               | 950 (2022)                        | 24                 |
| Mauvières                 | 36114      | CC Marche Occitane - Val d'Anglin          | 23,94            | 307 (2022)                        | 13                 |
| Méobecq                   | 36118      | CC Val de l'Indre - Brenne                 | 35,56            | 366 (2022)                        | 10                 |
| Mérigny                   | 36119      | CC Brenne - Val de Creuse                  | 31,77            | 544 (2022)                        | 17                 |
| Mézières-en-Brenne        | 36123      | CC Cœur de Brenne                          | 57,57            | 956 (2022)                        | 17                 |
| Migné                     | 36124      | CC Cœur de Brenne                          | 56,32            | 228 (2022)                        | 4                  |
| Montierchaume             | 36128      | CA Châteauroux Métropole                   | 37,2             | 1 637 (2022)                      | 44                 |
| Mouhet                    | 36134      | CC Marche Occitane - Val d'Anglin          | 32,26            | 411 (2022)                        | 13                 |
| Murs                      | 36136      | CC du Châtillonnais en Berry               | 23,05            | 122 (2022)                        | 5,3                |
| Néons-sur-Creuse          | 36137      | CC Brenne - Val de Creuse                  | 19,85            | 355 (2022)                        | 18                 |
| Neuillay-les-Bois         | 36139      | CC Val de l'Indre - Brenne                 | 47,63            | 659 (2022)                        | 14                 |
| Niherne                   | 36142      | CC Val de l'Indre - Brenne                 | 42,87            | 1 457 (2022)                      | 34                 |
| Nuret-le-Ferron           | 36144      | CC Brenne - Val de Creuse                  | 47,29            | 293 (2022)                        | 6,2                |
| Obterre                   | 36145      | CC Cœur de Brenne                          | 28,47            | 225 (2022)                        | 7,9                |
| Oulches                   | 36148      | CC Brenne - Val de Creuse                  | 43,36            | 420 (2022)                        | 9,7                |
| Palluau-sur-Indre         | 36149      | CC du Châtillonnais en Berry               | 41,55            | 789 (2022)                        | 19                 |
| Parnac                    | 36150      | CC Marche Occitane - Val d'Anglin          | 46,75            | 511 (2022)                        | 11                 |
| Paulnay                   | 36153      | CC Cœur de Brenne                          | 38,48            | 349 (2022)                        | 9,1                |
| Pouligny-Saint-Pierre     | 36165      | CC Brenne - Val de Creuse                  | 47,45            | 1 032 (2022)                      | 22                 |
| Preuilly-la-Ville         | 36167      | CC Brenne - Val de Creuse                  | 4,23             | 151 (2022)                        | 36                 |
| Prissac                   | 36168      | CC Marche Occitane - Val d'Anglin          | 62,83            | 577 (2022)                        | 9,2                |
| Rivarennes                | 36172      | CC Brenne - Val de Creuse                  | 37,41            | 491 (2022)                        | 13                 |
| Rosnay                    | 36173      | CC Brenne - Val de Creuse                  | 59,03            | 522 (2022)                        | 8,8                |
| Roussines                 | 36174      | CC Marche Occitane - Val d'Anglin          | 22,98            | 358 (2022)                        | 16                 |
| Ruffec                    | 36176      | CC Brenne - Val de Creuse                  | 40,93            | 569 (2022)                        | 14                 |
| Sacierges-Saint-Martin    | 36177      | CC Brenne - Val de Creuse                  | 31,17            | 308 (2022)                        | 9,9                |
| Saint-Aigny               | 36178      | CC Brenne - Val de Creuse                  | 14,86            | 272 (2022)                        | 18                 |
| Saint-Maur                | 36202      | CA Châteauroux Métropole                   | 87,91            | 3 589 (2022)                      | 41                 |
| Saint-Benoît-du-Sault     | 36182      | CC Marche Occitane - Val d'Anglin          | 1,8              | 510 (2022)                        | 283                |
| Saint-Civran              | 36187      | CC Brenne - Val de Creuse                  | 11,61            | 138 (2022)                        | 12                 |
| Saint-Cyran-du-Jambot     | 36188      | CC du Châtillonnais en Berry               | 14,21            | 171 (2022)                        | 12                 |
| Saint-Gaultier            | 36192      | CC Éguzon - Argenton - Vallée de la Creuse | 9,2              | 1 714 (2022)                      | 186                |
| Sainte-Gemme              | 36193      | CC Cœur de Brenne                          | 32,5             | 257 (2022)                        | 7,9                |
| Saint-Genou               | 36194      | CC Val de l'Indre - Brenne                 | 24,41            | 939 (2022)                        | 38                 |
| Saint-Gilles              | 36196      | CC Marche Occitane - Val d'Anglin          | 7,68             | 92 (2022)                         | 12                 |
| Saint-Hilaire-sur-Benaize | 36197      | CC Marche Occitane - Val d'Anglin          | 32,61            | 314 (2022)                        | 9,6                |
| Saint-Lactencin           | 36198      | CC Val de l'Indre - Brenne                 | 32,2             | 410 (2022)                        | 13                 |
| Saint-Médard              | 36203      | CC du Châtillonnais en Berry               | 12,6             | 61 (2022)                         | 4,8                |
| Saint-Michel-en-Brenne    | 36204      | CC Cœur de Brenne                          | 49,15            | 318 (2022)                        | 6,5                |
| Saulnay                   | 36212      | CC Cœur de Brenne                          | 22,2             | 164 (2022)                        | 7,4                |
| Sauzelles                 | 36213      | CC Brenne - Val de Creuse                  | 12,86            | 256 (2022)                        | 20                 |
| Sougé                     | 36218      | CC Val de l'Indre - Brenne                 | 13,02            | 146 (2022)                        | 11                 |
| Thenay                    | 36220      | CC Brenne - Val de Creuse                  | 34,21            | 897 (2022)                        | 26                 |
| Tilly                     | 36223      | CC Marche Occitane - Val d'Anglin          | 14,77            | 138 (2022)                        | 9,3                |
| Tournon-Saint-Martin      | 36224      | CC Brenne - Val de Creuse                  | 25,82            | 1 120 (2022)                      | 43                 |
| Le Tranger                | 36225      | CC du Châtillonnais en Berry               | 22,26            | 171 (2022)                        | 7,7                |
| Vendœuvres                | 36232      | CC Val de l'Indre - Brenne                 | 96,45            | 1 094 (2022)                      | 11                 |
| Vigoux                    | 36239      | CC Brenne - Val de Creuse                  | 37,51            | 469 (2022)                        | 13                 |
| Villedieu-sur-Indre       | 36241      | CC Val de l'Indre - Brenne                 | 57,77            | 2 615 (2022)                      | 45                 |
| Villiers                  | 36246      | CC Cœur de Brenne                          | 24,53            | 174 (2022)                        | 7,1                |

## Démographie
| 1962   | 1968   | 1975   | 1982   | 1990   | 1999   | 2006   | 2012    | 2017    |
| ------ | ------ | ------ | ------ | ------ | ------ | ------ | ------- | ------- |
| 63 309 | 66 660 | 76 620 | 78 867 | 80 584 | 79 481 | 79 446 | 110 594 | 107 086 |

## Histoire des députations
| Législature | Début de mandat | Fin de mandat  | Député                                                     | Parti politique                                                    | Observations |
| ----------- | --------------- | -------------- | ---------------------------------------------------------- | ------------------------------------------------------------------ | --- |
| Ire         | 9 décembre 1958 | 9 octobre 1962 | Louis Deschizeaux                                          | app. SFIO                                                          | Maire de Châteauroux de 1935 à 1942 puis de 1959 à 1967 Conseiller général de l'Indre de 1934 à 1940 puis de 1964 à 1970 Député de l'Indre de 1932 à 1942 Membre de l'Assemblée parlementaire du Conseil de l'Europe de 1963 à 1967 Mandat écourté à la suite d'une dissolution parlementaire décidée par Charles de Gaulle. |
| IIe         | 6 décembre 1962 | 2 avril 1967   | Louis Deschizeaux                                          | app. SFIO                                                          | |
| IIIe        | 3 avril 1967    | 30 mai 1968    | François Gerbaud                                           | UD-Vème                                                            | Maire de Bouges-le-Château de 1983 à 2010 Conseiller général de l'Indre de 1970 à 2001 Sénateur de l'Indre de 1989 à 2008 Mandat écourté à la suite d'une dissolution parlementaire décidée par Charles de Gaulle. |
| IVe         | 11 juillet 1968 | 1er avril 1973 | François Gerbaud                                           | UDR                                                                | |
| Ve          | 2 avril 1973    | 2 avril 1978   | Marcel Lemoine                                             | PCF                                                                | Maire de Déols de 1959 à 1977 puis de 1983 à 1989 Conseiller général de l'Indre de 1967 à 1985 |
| VIe         | 3 avril 1978    | 22 mai 1981    | Michel Aurillac                                            | RPR                                                                | Préfet de l’Indre de 1965 à 1969 Préfet de l'Essonne de 1969 à 1973 Préfet de la Picardie et de la Somme de 1973 à 1974 Directeur de cabinet de Michel Poniatowski de 1974 à 1976 Préfet de la Provence-Alpes-Côte d'Azur et des Bouches-du-Rhône de 1976 à 1977 Conseiller d'État en 1978 Conseiller général de l’Indre de 1985 à 1992 Vice-président du Conseil départemental de l'Indre de 1985 à 1992 Ministre de la Coopération de 1986 à 1988 Mandat écourté à la suite d'une dissolution parlementaire décidée par François Mitterrand. |
| VIIe        | 2 juillet 1981  | 1er avril 1986 | Michel Sapin                                               | PS                                                                 | Ministre de l'Économie et des Finances de 1992 à 1993 puis de 2014 à 2017 Ministre du Travail de 2012 à 2014 Ministre de la fonction publique de 2000 à 2002 Ministre délégué à la Justice de 1991 à 1992 Député des Hauts-de-Seine de 1986 à 1991 Maire d’Argenton-sur-Creuse de 1995 à 2001 puis de 2007 à 2012 Président du Conseil régional du Centre de 1998 à 2000 puis de 2004 à 2007 |
| VIIIe       | 2 avril 1986    | 14 mai 1988    | Michel Aurillac Henri Louet Daniel Bernardet André Laignel | Liste RPR (MM. Aurillac, Bernardet et Louet) Liste PS (M. Laignel) | Michel Aurillac est nommé ministre de la Coopération dans le gouvernement Chirac et cède son siège à Henri Louet, troisième sur la liste RPR derrière Daniel Bernardet Proportionnelle par département, pas de député par circonscription. Mandat écourté à la suite d'une dissolution parlementaire décidée par François Mitterrand. |
| IXe         | 23 juin 1988    | 1er avril 1993 | Jean-Yves Gateaud                                          | PS                                                                 | Maire de Châteauroux de 1989 à 2001, Conseiller général de l’Indre de 1994 à 1997 |
| Xe          | 2 avril 1993    | 21 avril 1997  | Michel Blondeau                                            | UDF                                                                | Maire de Déols de 1989 à 2020 Conseiller général puis départemental de l’Indre depuis 1992 Mandat écourté à la suite d'une dissolution parlementaire décidée par Jacques Chirac. |
| XIe         | 12 juin 1997    | 18 juin 2002   | Jean-Yves Gateaud                                          | PS                                                                 | Maire de Châteauroux de 1989 à 2001, Conseiller général de l’Indre de 1994 à 1997 |
| XIIe        | 19 juin 2002    | 19 juin 2007   | Jean-Yves Hugon,                                           | UMP,                                                               | Adjoint au maire de Châteauroux de 2008 à 2014 Premier adjoint de 2014 à 2020 Adjoint depuis 2020 Conseiller départemental de l’Indre depuis 2015 |
| XIIIe       | 20 juin 2007    | 19 juin 2012   | Michel Sapin                                               | PS                                                                 | Ministre de l'Économie et des Finances de 1992 à 1993 puis de 2014 à 2017 Ministre du Travail de 2012 à 2014 Ministre de la fonction publique de 2000 à 2002 Ministre délégué à la Justice de 1991 à 1992 Député des Hauts-de-Seine de 1986 à 1991 Maire d’Argenton-sur-Creuse de 1995 à 2001 puis de 2007 à 2012 Président du Conseil régional du Centre de 1998 à 2000 puis de 2004 à 2007 |
| XIVe        | 20 juin 2012    | 20 juin 2017   | Jean-Paul Chanteguet                                       | PS                                                                 | Maire du Blanc de 1983 à 2012 Conseiller général de l’Indre de 1988 à 1997 |
| XVe         | 21 juin 2017    | 21 juin 2022   | François Jolivet                                           | LREM                                                               | Maire de Saint-Maur (1995 → 2017) Conseiller régional du Centre (2004 → 2015) |
| XVIe        | 22 juin 2022    | 9 juin 2024    | François Jolivet                                           | HOR                                                                | Maire de Saint-Maur (1995 → 2017) Conseiller régional du Centre (2004 → 2015) Mandat écourté à la suite d'une dissolution parlementaire décidée par Emmanuel Macron. |
| XVIIe       | 8 juillet 2024  | En cours       | François Jolivet                                           | HOR                                                                | Maire de Saint-Maur (1995 → 2017) Conseiller régional du Centre (2004 → 2015) |

## Histoire des élections

### Élections de 1958
| Candidat       | Candidat              | Parti          | Premier tour | Premier tour | Second tour | Second tour |  |
| Candidat       | Candidat              | Parti          | Voix         | %            | Voix        | %           |  |
| -------------- | --------------------- | -------------- | ------------ | ------------ | ----------- | ----------- |  |
|                | Louis Deschizeaux élu | app. SFIO      | 13 269       | 43,04        | 21 724      | 57,52       |  |
|                | Édouard Ramonet       | CR             | 7 762        | 19,99        | 8 669       | 22,95       |  |
|                | André Blondeau        | PCF            | 7 644        | 19,69        | 7 375       | 19,53       |  |
|                | Raymond Picard        | UNR            | 3 891        | 10,02        | Retrait     | Retrait     |  |
|                | Léon Boutbien         | SFIO           | 3 548        | 9,14         | Retrait     | Retrait     |  |
|                | Pierre Miannay        | MRP            | 1 905        | 4,91         |             |             |  |
|                | Lucien Ayral          | UFF            | 808          | 2,08         |             |             |  |
|                |                       |                |              |              |             |             |  |
| Inscrits       | Inscrits              | Inscrits       | 48 820       | 100,00       | 52 509      | 100,00      |  |
| Abstentions    | Abstentions           | Abstentions    | 9 301        | 19,05        | 13 881      | 26,44       |  |
| Votants        | Votants               | Votants        | 39 519       | 80,95        | 38 628      | 73,56       |  |
| Blancs et nuls | Blancs et nuls        | Blancs et nuls | 692          | 1,75         | 860         | 2,23        |  |
| Exprimés       | Exprimés              | Exprimés       | 38 827       | 98,25        | 37 768      | 97,77       |  |

Le suppléant de Louis Deschizeaux était Raymond Tissier, cultivateur et hôtelier à Ardentes.

### Élections de 1962
| Candidat       | Candidat                        | Parti          | Premier tour | Premier tour | Second tour | Second tour |  |
| Candidat       | Candidat                        | Parti          | Voix         | %            | Voix        | %           |  |
| -------------- | ------------------------------- | -------------- | ------------ | ------------ | ----------- | ----------- |  |
|                | Louis Deschizeaux sortant réélu | SFIO           | 13 456       | 39,90        | 23 131      | 68,30       |  |
|                | André Blondeau                  | PCF            | 8 340        | 24,73        | Retrait     | Retrait     |  |
|                | Albert Dauzier                  | UNR-UDT        | 7 085        | 21,00        | 10 734      | 31,70       |  |
|                | Jeanne Dacquin                  | Modérés        | 4 847        | 14,37        | Retrait     | Retrait     |  |
|                |                                 |                |              |              |             |             |  |
| Inscrits       | Inscrits                        | Inscrits       | 49 971       | 100,00       | 49 969      | 100,00      |  |
| Abstentions    | Abstentions                     | Abstentions    | 15 302       | 30,62        | 14 649      | 29,32       |  |
| Votants        | Votants                         | Votants        | 34 669       | 69,38        | 35 320      | 70,68       |  |
| Blancs et nuls | Blancs et nuls                  | Blancs et nuls | 941          | 2,71         | 1 455       | 4,12        |  |
| Exprimés       | Exprimés                        | Exprimés       | 33 728       | 97,29        | 33 865      | 95,88       |  |

Le suppléant de Louis Deschizeaux était Raymond Tissier.

### Élections de 1967
| Candidat       | Candidat                  | Parti          | Premier tour | Premier tour | Second tour | Second tour |  |
| Candidat       | Candidat                  | Parti          | Voix         | %            | Voix        | %           |  |
| -------------- | ------------------------- | -------------- | ------------ | ------------ | ----------- | ----------- |  |
|                | François Gerbaud élu      | UD-Ve          | 13 065       | 31,59        | 20 725      | 50,02       |  |
|                | André Blondeau            | PCF            | 11 861       | 28,68        | Retrait     | Retrait     |  |
|                | Louis Deschizeaux sortant | FGDS (SFIO)    | 11 694       | 28,27        | 20 707      | 49,98       |  |
|                | Louis Balsan              | CD (PDM)       | 4 743        | 11,47        |             |             |  |
|                |                           |                |              |              |             |             |  |
| Inscrits       | Inscrits                  | Inscrits       | 52 154       | 100,00       | 52 144      | 100,00      |  |
| Abstentions    | Abstentions               | Abstentions    | 9 707        | 18,61        | 9 265       | 17,77       |  |
| Votants        | Votants                   | Votants        | 42 447       | 81,39        | 42 879      | 82,23       |  |
| Blancs et nuls | Blancs et nuls            | Blancs et nuls | 1 084        | 2,55         | 1 447       | 3,37        |  |
| Exprimés       | Exprimés                  | Exprimés       | 41 363       | 97,45        | 41 432      | 96,63       |  |

Le suppléant de François Gerbaud était Jean-Claude Nicol, technicien agricole, conseiller municipal d'Argenton-sur-Creuse.

#### Contestation
Alors qu'une triangulaire semble opposer au second tour le gaulliste François Gerbaud, le socialiste Louis Deschizeaux et le communiste André Blondeau et que ce dernier est le candidat de gauche le mieux placé au premier tour (il devance Louis Deschizeaux de 567 voix), il décide, conformément aux accords passés entre la FGDS et le PCF, de se retirer en faveur du député-maire socialiste sortant de Châteauroux (en 1962, Louis Deschizeaux, le devançait). L'idée est donc de coaliser les voix de la gauche pour faire barrage à la droite et maintenir sous le giron socialiste et radical-socialiste la circonscription de Châteauroux (tenue par la FGDS)-Argenton-sur-Creuse (tenue par un radical). André Blondeau se désiste au profit de Louis Deschizeaux qui s'offre un duel face au jeune loup gaulliste.
Les résultats débouchent sur une surprise de taille pour les deux concurrents : la victoire de François Gerbaud sur Louis Deschizeaux ne serait acquise que de 18 voix.
Dès le 22 mars, Louis Deschizeaux dépose devant le Conseil constitutionnel une requête visant à invalider le scrutin pour insincérité du vote. Son rival François Gerbaud et lui-même donnent jusqu'au 25 avril au Conseil des documents visant à prouver l'irrégularité du vote pour l'un et la bonne foi du scrutin pour l'autre.
M. Deschizeaux reproche un certain nombre de points :
- l'intervention du Président de la République Charles de Gaulle à la télévision la veille du scrutin qui serait, selon lui, une propagande faite à ses candidats en dehors des règles de temps d'antenne ;
- la présentation par François Gerbaud, journaliste à l'ORTF, d'un reportage sur Châteauroux le 15 novembre, qui aurait selon lui nuit à la régularité de l'élection compte tenu qu'il a été désigné candidat peu de temps après ;
- la présence sur la profession de foi de second tour de François Gerbaud d'une photographie de sa famille qu'il juge illégale ;
- l’irrégularité dans les votes par correspondance effectués par l'asile des petites sœurs des Pauvres.

Le 29 juin, le Conseil constitutionnel rend son verdict : le requête est rejetée, l'élection de Gerbaud validée. En signe de protestation, Louis Deschizeaux démissionne le 9 juillet de son mandat de maire de Châteauroux.

### Élections de 1968
| Candidat       | Candidat                       | Parti          | Premier tour | Premier tour | Second tour | Second tour |  |
| Candidat       | Candidat                       | Parti          | Voix         | %            | Voix        | %           |  |
| -------------- | ------------------------------ | -------------- | ------------ | ------------ | ----------- | ----------- |  |
|                | François Gerbaud sortant réélu | UDR (URP)      | 19 717       | 48,21        | 22 154      | 53,69       |  |
|                | Charles Hernu                  | FGDS (CIR)     | 10 132       | 24,77        | 19 112      | 46,31       |  |
|                | André Blondeau                 | PCF            | 10 010       | 24,47        | Retrait     | Retrait     |  |
|                | Gérard Théry                   | PSU            | 1 041        | 2,56         |             |             |  |
|                |                                |                |              |              |             |             |  |
| Inscrits       | Inscrits                       | Inscrits       | 52 231       | 100,00       | 52 435      | 100,00      |  |
| Abstentions    | Abstentions                    | Abstentions    | 10 306       | 19,73        | 10 312      | 19,67       |  |
| Votants        | Votants                        | Votants        | 41 925       | 80,27        | 42 123      | 80,33       |  |
| Blancs et nuls | Blancs et nuls                 | Blancs et nuls | 1 025        | 2,44         | 857         | 2,03        |  |
| Exprimés       | Exprimés                       | Exprimés       | 40 900       | 97,56        | 41 266      | 97,97       |  |

Le suppléant de François Gerbaud était Jean-Claude Nicol.

### Élections de 1973
| Candidat       | Candidat                 | Parti          | Premier tour | Premier tour | Second tour | Second tour |  |
| Candidat       | Candidat                 | Parti          | Voix         | %            | Voix        | %           |  |
| -------------- | ------------------------ | -------------- | ------------ | ------------ | ----------- | ----------- |  |
|                | Marcel Lemoine élu       | PCF            | 15 051       | 32,82        | 23 764      | 51,94       |  |
|                | François Gerbaud sortant | UDR (URP)      | 12 872       | 28,07        | 21 986      | 48,06       |  |
|                | Louis Balsan             | CD (MR)        | 9 797        | 21,36        | Retrait     | Retrait     |  |
|                | Charles Hernu            | PS (UGSD)      | 6 958        | 15,17        | Retrait     | Retrait     |  |
|                | Jean-Pierre Scaglia      | LO             | 1 179        | 2,57         |             |             |  |
|                |                          |                |              |              |             |             |  |
| Inscrits       | Inscrits                 | Inscrits       | 56 998       | 100,00       | 57 002      | 100,00      |  |
| Abstentions    | Abstentions              | Abstentions    | 10 089       | 17,7         | 9 171       | 16,09       |  |
| Votants        | Votants                  | Votants        | 46 909       | 82,3         | 47 831      | 83,91       |  |
| Blancs et nuls | Blancs et nuls           | Blancs et nuls | 1 052        | 2,24         | 2 081       | 4,35        |  |
| Exprimés       | Exprimés                 | Exprimés       | 45 857       | 97,76        | 45 750      | 95,65       |  |

Le suppléant de Marcel Lemoine était Adrien Maux, maire adjoint de Saint-Marcel.

### Élections de 1978
| Candidat       | Candidat               | Parti          | Premier tour | Premier tour | Second tour | Second tour |  |
| Candidat       | Candidat               | Parti          | Voix         | %            | Voix        | %           |  |
| -------------- | ---------------------- | -------------- | ------------ | ------------ | ----------- | ----------- |  |
|                | Michel Aurillac élu    | RPR            | 18 384       | 33,97        | 28 434      | 51,19       |  |
|                | Marcel Lemoine sortant | PCF            | 15 873       | 29,33        | 27 116      | 48,81       |  |
|                | Jacques Durand         | PS             | 8 848        | 16,35        | Retrait     | Retrait     |  |
|                | Daniel Bernardet       | UDF (MDSF)     | 7 945        | 14,68        |             |             |  |
|                | Jean-Pierre Scaglia    | LO             | 2 000        | 3,70         |             |             |  |
|                | Claude Godard          | MDD            | 1 071        | 1,98         |             |             |  |
|                |                        |                |              |              |             |             |  |
| Inscrits       | Inscrits               | Inscrits       | 65 375       | 100,00       | 65 109      | 100,00      |  |
| Abstentions    | Abstentions            | Abstentions    | 10 132       | 15,5         | 7 854       | 12,06       |  |
| Votants        | Votants                | Votants        | 55 243       | 84,5         | 57 255      | 87,94       |  |
| Blancs et nuls | Blancs et nuls         | Blancs et nuls | 1 122        | 2,03         | 1 705       | 2,98        |  |
| Exprimés       | Exprimés               | Exprimés       | 54 121       | 97,97        | 55 550      | 97,02       |  |

Le suppléant de Michel Aurillac était Félix Mallet, maire de Mosnay.

### Élections de 1981
| Candidat       | Candidat                | Parti          | Premier tour | Premier tour | Second tour | Second tour |  |
| Candidat       | Candidat                | Parti          | Voix         | %            | Voix        | %           |  |
| -------------- | ----------------------- | -------------- | ------------ | ------------ | ----------- | ----------- |  |
|                | Michel Aurillac sortant | RPR (UNM)      | 21 011       | 43,16        | 23 918      | 45,19       |  |
|                | Michel Sapin élu        | PS             | 14 981       | 30,77        | 29 012      | 54,81       |  |
|                | Marcel Lemoine          | PCF            | 12 691       | 26,07        | Retrait     | Retrait     |  |
|                |                         |                |              |              |             |             |  |
| Inscrits       | Inscrits                | Inscrits       | 66 823       | 100,00       | 66 819      | 100,00      |  |
| Abstentions    | Abstentions             | Abstentions    | 17 363       | 25,98        | 12 934      | 19,36       |  |
| Votants        | Votants                 | Votants        | 49 460       | 74,02        | 53 885      | 80,64       |  |
| Blancs et nuls | Blancs et nuls          | Blancs et nuls | 777          | 1,57         | 955         | 1,77        |  |
| Exprimés       | Exprimés                | Exprimés       | 48 683       | 98,43        | 52 930      | 98,23       |  |

La suppléante de Michel Sapin était Claudine Mariat, assistante sociale.

### Élections de 1986
|                | RPR-UDF dissident | 51 811  | 37,57 | 2 |  |  |
|                | PS                | 48 156  | 34,92 | 1 |  |  |
|                | PCF               | 15 233  | 11,04 | 0 |  |  |
|                | UDF               | 11 736  | 8,51  | 0 |  |  |
|                | FN                | 8 110   | 5,88  | 0 |  |  |
|                | POE               | 1 614   | 1,17  | 0 |  |  |
|                | EXG               | 1 234   | 0,89  | 0 |  |  |
|                |                   |         |       |   |  |  |
| Inscrits       | Inscrits          | 181 749 | 100   |   |  |  |
| Abstentions    | Abstentions       | 33 932  | 18,67 |   |  |  |
| Votants        | Votants           | 147 817 | 81,33 |   |  |  |
| Blancs et nuls | Blancs et nuls    | 9 077   | 4,99  |   |  |  |
| Exprimés       | Exprimés          | 137 894 | 75,87 |   |  |  |

- Députés élus :
  - Michel Aurillac (RPR)
  - Daniel Bernardet (UDF, siège chez les non-inscrits)
  - André Laignel (PS)
  - Henri Louet (RPR) remplace Michel Aurillac après sa nomination au gouvernement comme ministre de la Coopération.

### Élections de 1988
| Candidat       | Candidat                | Parti          | Premier tour | Premier tour | Second tour | Second tour |  |
| Candidat       | Candidat                | Parti          | Voix         | %            | Voix        | %           |  |
| -------------- | ----------------------- | -------------- | ------------ | ------------ | ----------- | ----------- |  |
|                | Michel Aurillac sortant | RPR (URC)      | 14 594       | 41,33        | 18 170      | 46,90       |  |
|                | Jean-Yves Gateaud élu   | PS             | 12 750       | 36,11        | 20 570      | 53,09       |  |
|                | Émile Legresy           | PCF            | 4 000        | 11,33        |             |             |  |
|                | Jean-Pierre Emily       | FN             | 2 580        | 7,30         |             |             |  |
|                | Jean Delavergne         | Extrême gauche | 1 380        | 3,90         |             |             |  |
|                |                         |                |              |              |             |             |  |
| Inscrits       | Inscrits                | Inscrits       | 53 750       | 100,00       | 53 732      | 100,00      |  |
| Abstentions    | Abstentions             | Abstentions    | 17 547       | 32,65        | 13 803      | 25,69       |  |
| Votants        | Votants                 | Votants        | 36 203       | 67,35        | 39 929      | 74,31       |  |
| Blancs et nuls | Blancs et nuls          | Blancs et nuls | 899          | 2,48         | 1 189       | 2,98        |  |
| Exprimés       | Exprimés                | Exprimés       | 35 304       | 97,52        | 38 740      | 97,02       |  |

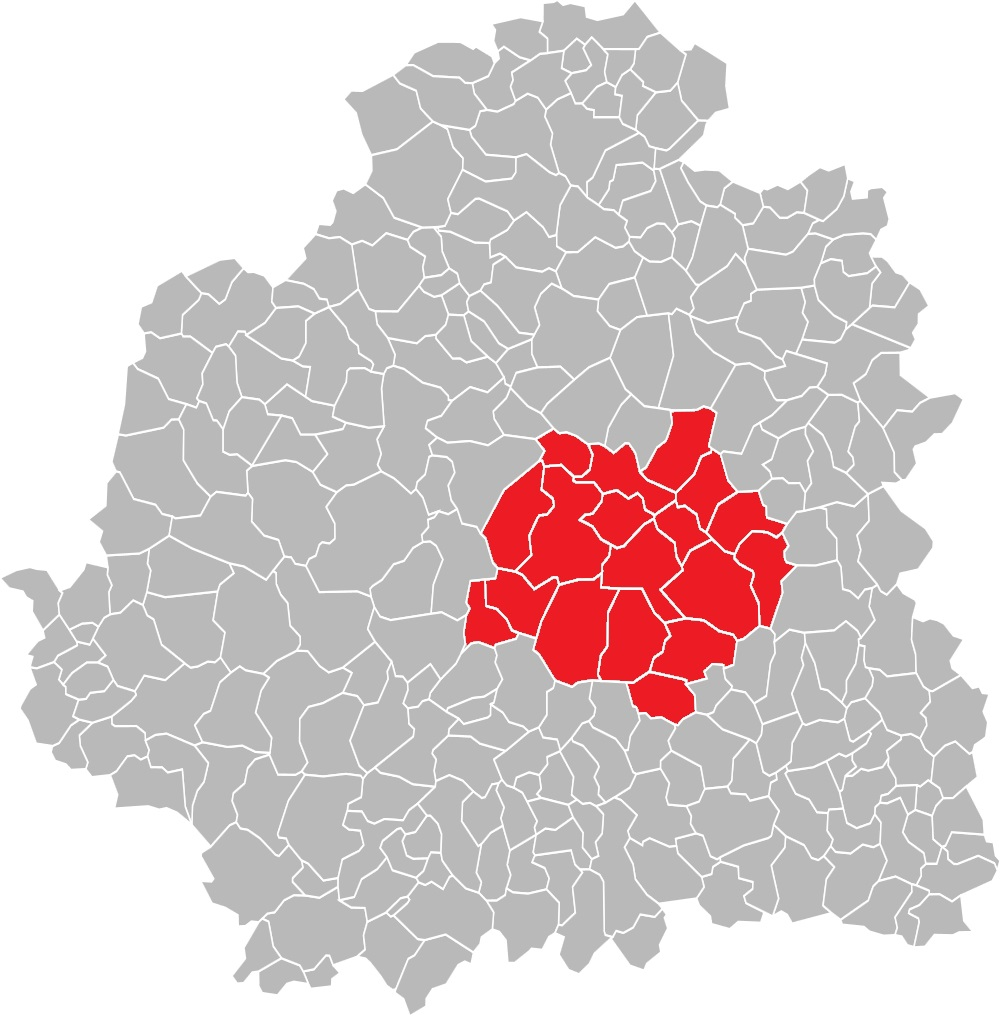
La première circonscription de 1988 à 2012.

Le suppléant de Jean-Yves Gateaud était Michel Durandeau, artisan, conseiller municipal de Châteauroux.

### Élections de 1993
| Candidat       | Candidat                  | Parti          | Premier tour | Premier tour | Second tour | Second tour |  |
| Candidat       | Candidat                  | Parti          | Voix         | %            | Voix        | %           |  |
| -------------- | ------------------------- | -------------- | ------------ | ------------ | ----------- | ----------- |  |
|                | Michel Blondeau élu       | UDF (CDS)      | 10 421       | 28,22        | 22 091      | 59,10       |  |
|                | Jean-Yves Gateaud sortant | PS (ADFP)      | 8 268        | 22,39        | 15 291      | 40,90       |  |
|                | Patrick Serpeau           | RPR            | 5 825        | 15,77        |             |             |  |
|                | Pierre Poli               | FN             | 3 693        | 10,00        |             |             |  |
|                | Charles Barrois           | PCF            | 3 479        | 9,42         |             |             |  |
|                | Jean Delavergne           | Les Verts (EÉ) | 2 325        | 6,30         |             |             |  |
|                | Claude Jamet              | diss. UDF      | 1 118        | 3,03         |             |             |  |
|                | Nathalie Rongy            | LT-LNÉ         | 1 019        | 2,76         |             |             |  |
|                | Joël Nicouleau            | Divers droite  | 785          | 2,13         |             |             |  |
|                |                           |                |              |              |             |             |  |
| Inscrits       | Inscrits                  | Inscrits       | 55 013       | 100,00       | 55 012      | 100,00      |  |
| Abstentions    | Abstentions               | Abstentions    | 15 621       | 28,4         | 14 689      | 26,7        |  |
| Votants        | Votants                   | Votants        | 39 392       | 71,6         | 40 323      | 73,3        |  |
| Blancs et nuls | Blancs et nuls            | Blancs et nuls | 2 459        | 6,24         | 2 941       | 7,29        |  |
| Exprimés       | Exprimés                  | Exprimés       | 36 933       | 93,76        | 37 382      | 92,71       |  |

Le suppléant de Michel Blondeau était Antonin de Bono, pharmacien, gérant de sociétés à Châteauroux.

### Élections de 1997
| Candidat       | Candidat                | Parti          | Premier tour | Premier tour | Second tour | Second tour |  |
| Candidat       | Candidat                | Parti          | Voix         | %            | Voix        | %           |  |
| -------------- | ----------------------- | -------------- | ------------ | ------------ | ----------- | ----------- |  |
|                | Jean-Yves Gateaud élu   | PS             | 11 648       | 33,06        | 19 692      | 53,15       |  |
|                | Michel Blondeau sortant | UDF (FD)       | 11 009       | 31,25        | 17 359      | 46,85       |  |
|                | Bernard Poulain         | FN             | 4 850        | 13,77        |             |             |  |
|                | Aline Dolidier          | PCF            | 3 523        | 10,00        |             |             |  |
|                | Jean Delavergne         | Les Verts      | 1 737        | 4,93         |             |             |  |
|                | Édouard Colin           | LDI (MPF)      | 939          | 2,67         |             |             |  |
|                | Patrick Bouyat          | LT-LNÉ         | 820          | 2,33         |             |             |  |
|                | Michèle Ballanger       | MDC            | 704          | 2,00         |             |             |  |
|                |                         |                |              |              |             |             |  |
| Inscrits       | Inscrits                | Inscrits       | 54 882       | 100,00       | 54 882      | 100,00      |  |
| Abstentions    | Abstentions             | Abstentions    | 17 369       | 31,65        | 15 109      | 27,53       |  |
| Votants        | Votants                 | Votants        | 37 513       | 68,35        | 39 773      | 72,47       |  |
| Blancs et nuls | Blancs et nuls          | Blancs et nuls | 2 283        | 6,09         | 2 722       | 6,84        |  |
| Exprimés       | Exprimés                | Exprimés       | 35 230       | 93,91        | 37 051      | 93,16       |  |

Le suppléant de Jean-Yves Gateaud était Michel Durandeau, artisan, conseiller régional, premier adjoint au maire de Châteauroux.

### Élections de 2002
| Candidat       | Candidat                  | Parti            | Premier tour | Premier tour | Second tour | Second tour |  |
| Candidat       | Candidat                  | Parti            | Voix         | %            | Voix        | %           |  |
| -------------- | ------------------------- | ---------------- | ------------ | ------------ | ----------- | ----------- |  |
|                | Jean-Yves Gateaud sortant | PS               | 12 130       | 34,79        | 15 889      | 47,03       |  |
|                | Jean-Yves Hugon élu       | UMP              | 11 579       | 33,21        | 17 895      | 52,97       |  |
|                | Michel Hubault            | FN               | 3 207        | 9,20         |             |             |  |
|                | Patrick Serpeau           | Divers droite    | 3 108        | 8,91         |             |             |  |
|                | Sandrine Feuillade        | PCF              | 1 353        | 3,88         |             |             |  |
|                | Monique Lajonchère        | Les Verts        | 966          | 2,77         |             |             |  |
|                | Michel Arroyo             | PRG              | 715          | 2,05         |             |             |  |
|                | Élisabeth Milon           | LO               | 601          | 1,72         |             |             |  |
|                | Patrick Bouyat            | LT-LNÉ           | 442          | 1,27         |             |             |  |
|                | Patrice Remia             | Pôle républicain | 337          | 0,97         |             |             |  |
|                | Gérard Vignier            | MNR              | 314          | 0,90         |             |             |  |
|                | Fabienne Trivellato       | Divers           | 119          | 0,34         |             |             |  |
|                |                           |                  |              |              |             |             |  |
| Inscrits       | Inscrits                  | Inscrits         | 55 393       | 100,00       | 55 392      | 100,00      |  |
| Abstentions    | Abstentions               | Abstentions      | 19 475       | 35,16        | 20 226      | 36,51       |  |
| Votants        | Votants                   | Votants          | 35 918       | 64,84        | 35 166      | 63,49       |  |
| Blancs et nuls | Blancs et nuls            | Blancs et nuls   | 1 047        | 2,91         | 1 382       | 3,93        |  |
| Exprimés       | Exprimés                  | Exprimés         | 34 871       | 97,09        | 33 784      | 96,07       |  |

Le suppléant de Jean-Yves Hugon était Didier Barachet, maire d'Ardentes, expert-comptable.

### Élections de 2007
|                | Jean-Yves Hugon sortant | UMP            | 13 663 | 41,15  | 16 801 | 49,45  |  |  |  |  |  |
|                | Michel Sapin élu        | PS             | 10 528 | 31,71  | 17 175 | 50,55  |  |  |  |  |  |
|                | Jean-Paul Thibault      | Divers gauche  | 2 516  | 7,58   |        |        |  |  |  |  |  |
|                | Jacques Jacquelin       | UDF–MoDem      | 1 465  | 4,41   |        |        |  |  |  |  |  |
|                | Michel Hubault          | FN             | 1 292  | 3,89   |        |        |  |  |  |  |  |
|                | Michel Fradet           | PCF            | 780    | 2,35   |        |        |  |  |  |  |  |
|                | Patricia Danguy         | Les Verts      | 731    | 2,20   |        |        |  |  |  |  |  |
|                | Lolita Rouhart          | LCR            | 640    | 1,93   |        |        |  |  |  |  |  |
|                | Marc Varret             | MPF            | 376    | 1,13   |        |        |  |  |  |  |  |
|                | Patrick Bouyat          | LT-LNÉ         | 314    | 0,95   |        |        |  |  |  |  |  |
|                | Aline Dolidier          | COM            | 266    | 0,80   |        |        |  |  |  |  |  |
|                | Élisabeth Milon         | LO             | 205    | 0,62   |        |        |  |  |  |  |  |
|                | Nathalie Manceau        | MÉI            | 160    | 0,48   |        |        |  |  |  |  |  |
|                | Bernard Gauthier        | MNR            | 134    | 0,40   |        |        |  |  |  |  |  |
|                | Sylvaine Malinowski     | Divers         | 130    | 0,39   |        |        |  |  |  |  |  |
|                | Joël Penazzo            | Divers         | 0      | 0      |        |        |  |  |  |  |  |
|                |                         |                |        |        |        |        |  |  |  |  |  |
| Inscrits       | Inscrits                | Inscrits       | 56 273 | 100,00 | 55 980 | 100,00 |  |  |  |  |  |
| Abstentions    | Abstentions             | Abstentions    | 22 301 | 39,63  | 20 820 | 37,19  |  |  |  |  |  |
| Votants        | Votants                 | Votants        | 33 972 | 60,37  | 35 160 | 62,81  |  |  |  |  |  |
| Blancs et nuls | Blancs et nuls          | Blancs et nuls | 772    | 2,27   | 1 184  | 3,37   |  |  |  |  |  |
| Exprimés       | Exprimés                | Exprimés       | 33 200 | 97,73  | 33 976 | 96,63  |  |  |  |  |  |

### Élections de 2012
| Candidat       | Candidat                           | Parti          | Premier tour | Premier tour | Second tour | Second tour |  |
| Candidat       | Candidat                           | Parti          | Voix         | %            | Voix        | %           |  |
| -------------- | ---------------------------------- | -------------- | ------------ | ------------ | ----------- | ----------- |  |
|                | Jean-Paul Chanteguet sortant réélu | PS             | 22 311       | 46,95        | 27 452      | 58,80       |  |
|                | François Jolivet                   | UMP            | 14 351       | 30,20        | 19 236      | 41,20       |  |
|                | Virginie Sully                     | RBM (FN)       | 6 235        | 13,12        |             |             |  |
|                | Liliane Blanc                      | FG (PCF) (PG)  | 1 873        | 3,94         |             |             |  |
|                | Caroline Gauthier                  | EÉLV           | 935          | 1,97         |             |             |  |
|                | Stève Soria                        | CpF (MoDem)    | 723          | 1,52         |             |             |  |
|                | Patrick Bouyat                     | LT-LNÉ         | 311          | 0,65         |             |             |  |
|                | Aline Pornet                       | COM            | 213          | 0,45         |             |             |  |
|                | Isabelle Lévêque                   | PRV            | 207          | 0,44         |             |             |  |
|                | Élisabeth Milon                    | LO             | 187          | 0,39         |             |             |  |
|                | Véronique Logie                    | NPA            | 171          | 0,36         |             |             |  |
|                |                                    |                |              |              |             |             |  |
| Inscrits       | Inscrits                           | Inscrits       | 82 183       | 100,00       | 82 183      | 100,00      |  |
| Abstentions    | Abstentions                        | Abstentions    | 33 832       | 41,17        | 33 883      | 41,23       |  |
| Votants        | Votants                            | Votants        | 48 351       | 58,83        | 48 300      | 58,77       |  |
| Blancs et nuls | Blancs et nuls                     | Blancs et nuls | 834          | 1,72         | 1 612       | 3,34        |  |
| Exprimés       | Exprimés                           | Exprimés       | 47 517       | 98,28        | 46 688      | 96,66       |  |

### Elections de 2017
| Candidat       | Candidat                     | Parti          | Premier tour | Premier tour | Second tour | Second tour |  |
| Candidat       | Candidat                     | Parti          | Voix         | %            | Voix        | %           |  |
| -------------- | ---------------------------- | -------------- | ------------ | ------------ | ----------- | ----------- |  |
|                | François Jolivet élu         | LREM           | 14 540       | 37,16        | 22 303      | 70,42       |  |
|                | Mylène Wunsch                | FN             | 5 499        | 14,05        | 9 369       | 29,58       |  |
|                | Jean-Paul Chanteguet sortant | PS             | 5 234        | 13,38        |             |             |  |
|                | Paulette Picard              | LR             | 4 496        | 11,49        |             |             |  |
|                | Corinne Keller               | LFI            | 4 277        | 10,93        |             |             |  |
|                | Gilles des Gachons           | Divers droite  | 1 781        | 4,55         |             |             |  |
|                | Muriel Beffara               | EÉLV           | 995          | 2,54         |             |             |  |
|                | Michel Fradet                | PCF            | 734          | 1,88         |             |             |  |
|                | Patrick Bouyat               | LT-LNÉ         | 471          | 1,20         |             |             |  |
|                | Alix Penloup-Arbona          | DLF            | 407          | 1,04         |             |             |  |
|                | Véronique Gélinaud           | LO             | 311          | 0,79         |             |             |  |
|                | Jacques Charpentier          | UPR            | 197          | 0,50         |             |             |  |
|                | Sophie Tissier               | COM            | 184          | 0,47         |             |             |  |
|                |                              |                |              |              |             |             |  |
| Inscrits       | Inscrits                     | Inscrits       | 80 546       | 100,00       | 80 545      | 100,00      |  |
| Abstentions    | Abstentions                  | Abstentions    | 40 326       | 50,07        | 44 578      | 55,35       |  |
| Votants        | Votants                      | Votants        | 40 220       | 49,93        | 35 967      | 44,65       |  |
| Blancs et nuls | Blancs et nuls               | Blancs et nuls | 1 094        | 2,72         | 4 295       | 11,94       |  |
| Exprimés       | Exprimés                     | Exprimés       | 39 126       | 97,28        | 31 672      | 88,06       |  |

### Élections de 2022
Les élections législatives françaises de 2022 se déroulent les dimanches 12 et 19 juin 2022.
| Résultats des élections législatives des 12 et 19 juin 2022 de la 1re circonscription de l'Indre |                          |                          |                          |              |              |             |             |
| Candidat                                                                                         | Candidat                 | Parti et coalition       | Nuance                   | Premier tour | Premier tour | Second tour | Second tour |
| Candidat                                                                                         | Candidat                 | Parti et coalition       | Nuance                   | Voix         | %            | Voix        | %           |
|                                                                                                  | François Jolivet         | Horizons (ENS)           | ENS                      | 10 152       | 27,53        | 18 158      | 56,02       |
|                                                                                                  | Eloïse Gonzales          | LFI (NUPES)              | NUP                      | 8 313        | 22,54        | 14 258      | 43,98       |
|                                                                                                  | Mylène Wunsch            | RN                       | RN                       | 8 225        | 22,30        |             |             |
|                                                                                                  | Alix Fruchon             | LR (UDC)                 | LR                       | 6 705        | 18,18        |             |             |
|                                                                                                  | Sandrine Felder          | REC                      | REC                      | 1 544        | 4,19         |             |             |
|                                                                                                  | Véronique Gélinaud       | LO                       | DXG                      | 704          | 1,91         |             |             |
|                                                                                                  | Claudine Gibault         | LMR                      | DVD                      | 659          | 1,79         |             |             |
|                                                                                                  | Camélia Boissou          | PA                       | ECO                      | 576          | 1,56         |             |             |
| Votes valides                                                                                    | Votes valides            | Votes valides            | Votes valides            | 36 878       | 97,07        | 32 416      | 89.75       |
| Votes blancs                                                                                     | Votes blancs             | Votes blancs             | Votes blancs             | 730          | 1,92         | 2417        | 6.69        |
| Votes nuls                                                                                       | Votes nuls               | Votes nuls               | Votes nuls               | 384          | 1,01         | 1284        | 3.56        |
| Total                                                                                            | Total                    | Total                    | Total                    | 37 992       | 100          | 36 117      | 100         |
| Abstention                                                                                       | Abstention               | Abstention               | Abstention               | 39 785       | 51,15        | 41 664      | 53.57       |
| Inscrits / participation                                                                         | Inscrits / participation | Inscrits / participation | Inscrits / participation | 77 777       | 48,85        | 77 781      | 46.43       |

### Élections de 2024
| Candidat,                | Candidat,          | Parti et coalition | Nuances       | Premier tour | Premier tour | Second tour | Second tour |
| Candidat,                | Candidat,          | Parti et coalition | Nuances       | Voix         | %            | Voix        | %           |
| ------------------------ | ------------------ | ------------------ | ------------- | ------------ | ------------ | ----------- | ----------- |
|                          | Éloïse Gonzalez    | LFI (NFP)          | UG            | 10 658       | 21,69        |             |             |
|                          | Véronique Gélinaud | LO                 | EXG           | 756          | 1,54         |             |             |
|                          | Marie-Odile Trusch | REC                | REC           | 716          | 1,46         |             |             |
|                          | François Jolivet   | HOR (ENS)          | ENS           | 17 256       | 35,12        | 27 060      | 55,51       |
|                          | Mylène Wunsch      | RN                 | RN            | 19 755       | 40,20        | 21 689      | 44,49       |
|                          |                    |                    |               |              |              |             |             |
| Votes valides            | Votes valides      | Votes valides      | Votes valides | 49 141       | 96,51        | 48 749      | 98,04       |
| Votes blancs             | Votes blancs       | Votes blancs       | Votes blancs  | 387          | 2,22         | 812         | 1,19        |
| Votes nuls               | Votes nuls         | Votes nuls         | Votes nuls    | 203          | 1,27         | 529         | 0,77        |
| Total                    | Total              | Total              | Total         | 48 551       | 100          | 47 408      | 100         |
| Abstention               |                    |                    |               |              |              |             |             |
| Inscrits / participation |                    |                    |               |              |              |             |             |